# Maaya Sako
Maaya Sako (japanisch 佐古 真礼 Sako Maaya; * 2. Dezember 2002 in der Präfektur Tokio) ist ein japanischer Fußballspieler.

## Karriere
Maaya Sako erlernte das Fußballspielen in der Jugendmannschaft von Tokyo Verdy. Hier unterschrieb er am 1. Februar 2021 auch seinen ersten Profivertrag. Der Verein, der in der Präfektur Tokio beheimatet ist, spielte in der zweiten japanischen Liga, der J2 League. Einen Tag nach Vertragsunterschrift wechselte er auf Leihbasis zum Drittligisten Fujieda MYFC nach Fujieda. Sein Drittligadebüt gab Maaya Sako am 21. März 2021 (2. Spieltag) im Heimspiel gegen den FC Gifu. Hier stand er in der Startformation und spielte die kompletten 90 Minuten. Für Fujieda absolvierte er zehn Ligaspiele. Nach der Ausleihe kehrte er zu Verdy zurück. 2022 kam er viermal für Verdy in der zweiten Liga zum Einsatz. Zu Beginn der Saison 2023 wechselte er auf Leihbasis nach Nagano zum Drittligisten AC Nagano Parceiro. Hier bestritt er 17 Ligaspiele. Die Saison 2024 wurde er an den Drittligisten Iwate Grulla Morioka verliehen. Am Ende der Saison musste er mit Klub in die vierte Liga absteigen. Für den Verein aus Morioka bestritt er 16 Ligaspiele.